# GTW (鉄道車両)
GTW（ドイツ語 Gelenktriebwagen - 関節式鉄道車両の頭字語）はスイスの会社シュタッドラー・レールが製造する鉄道車両シリーズの一つである 。 

## 概要
この車両は低床式で、一編成あたりの車両数は車両間に配置される駆動ユニット車を除いて2 - 4両であり、「関節式」と呼ばれる特徴的な構造を採用している。駆動ユニットの仕様には電気式、ディーゼル式およびその二つのバイモード式の三種類が存在。最高速度は各仕様によって異なるものの、140 km/h以上となっており、対応する軌間の種類も豊富である 。 
最初の車両は1995年にBiel-Täuffelen-Ins-Bahn（BTI）向けに製造された。この車両は、狭軌（メーターゲージ）用の2軸駆動の電車であった  。

## 種類
GTWは、主に4つの種類グループに分けられる。これらの種類グループは、バーで区切られた2桁のコードで示される。スイスの命名法によれば、最初の桁は駆動車軸の数を示し、2番目は総車軸の数を示す。以下の種類がある。 
- GTW 2/6 ：2車体の間に駆動ユニットを配置したもの。
- GTW 2/8 ：最初の車体と2番目の車体の間に駆動ユニットを配置した3車体のもの。
- GTW 4/8 ：1番目と2番目の車体の間、および2番目と3番目の車体の間にそれぞれ駆動ユニットを配置した3車体のもの。
- GTW 4/12 ：最初と2番目の車体の間、および3番目と4番目の間の車体の間にそれぞれ駆動ユニットを配置した4車体のもの。

最初にGTW 2/6の設計・製造が開始され、その後に他各種の設計・製造が開始された。

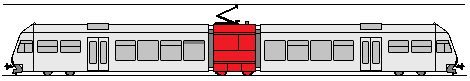
2/6バージョンの模式図

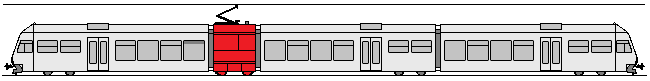
2/8バージョンの模式図

## 姉妹プロジェクト
- ウィキメディア・コモンズには、GTW (鉄道車両)に関するメディアがあります。